# Möðruvallabók

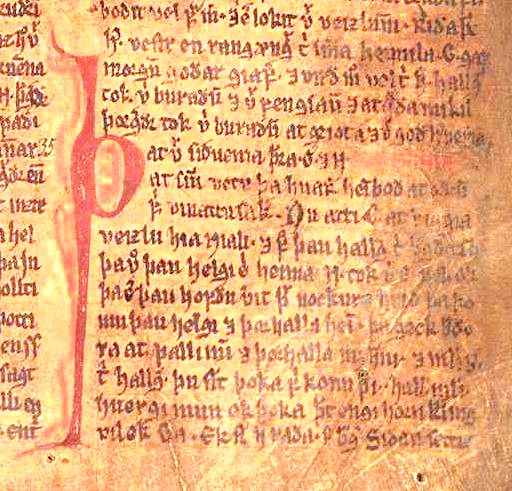
Seite aus der Möðruvallabók

Möðruvallabók (AM 132 fol.) ist eine der bekanntesten isländischen Handschriften. Sie entstand etwa um 1350 und enthält als Sammelband folgende Isländersagas:
- Njáls saga
- Egils saga
- Finnboga saga ramma
- Bandamanna saga
- Kormáks saga
- Víga-Glúms saga
- Droplaugarsona saga
- Ölkofra saga
- Hallfreðar saga
- Laxdæla saga
- Bolla þáttr Bollasonar
- Fóstbræðra saga

Möðruvallabók beinhaltet 200 Folioblätter (ca. 34 × 24 cm), von denen elf im 17. Jahrhundert hinzugefügt wurden, um verlorene Blätter zu ersetzen. Bis auf diese Blätter stammen alle anderen von einem Schreiber, der jedoch namentlich nicht bekannt ist.
Der erste bekannte Besitzer des Buches war Magnús Björnsson aus Munkaþverá, der sich im Jahre 1628, als er sich gerade in Möðruvellir aufhielt, mit Namen, Datum und Ort eintrug. 1684 schenkte sein Sohn das Buch dem dänischen Gelehrten Thomas Bartholin. 1690 kaufte es Árni Magnússon. Am 16. Juli 1974 kehrte der Codex nach Island zurück.